# 会館

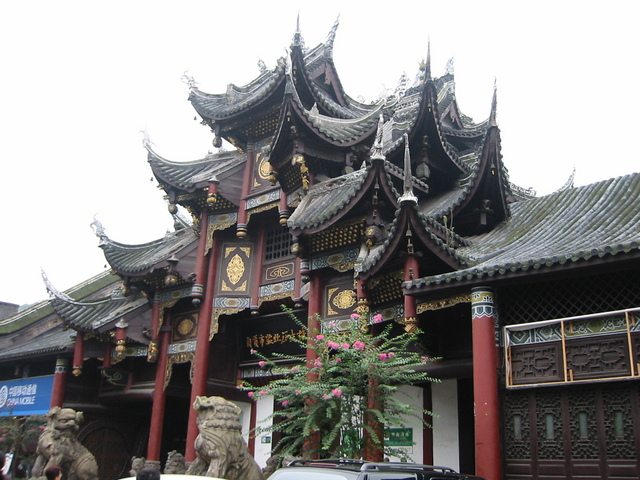
自貢市の武聖宮（関帝廟）の中にある「西秦会館」。清朝の乾隆年間初期に陝西籍の塩商人が造った同郷会館で、塩業歴史博物館を併設する

会館（かいかん）とは、中国で商工業者が親睦のために建てた組織および、その建物。転じて日本でも集会場をさすようになった。宋代に始まり、明以後整備されて発展し、清代に最盛期となったが中華民国以降衰退した。その目的は先述の親睦、協議、互助、祭祀と多岐にわたり、規模も省単位から県単位まで、独立の建物を持つものから建物の一部を借りるものまで様々だった。また、大きな施設には、宿舎や倉庫、京劇などを演じる舞台（魯大鳴『京劇入門』音楽之友社、P46）、客死した関係者が故郷に葬られるまで棺を預かる設備までも備えていた。宿舎は科挙受験者などの宿泊用に用いられていたが居住する者もおり、中国語版ウィキペディアの北京会館表には「康有為故居」といった記載が会館名に付記されている。
北京など中国各地には商人たちが業種ごとや出身地ごとに会館を作って集まり、後には中国国外の中華街にも同郷会館が作られた。同郷会館には山西会館、潮州会館、安徽会館、湖広会館など、同業会館には質屋の当商会館、銭荘の銭業会館などがある。また客家のように出身地の同郷会館とは別に客家会館を作るような例もあった。
会館の名は現代日本でも集会場・事務所などを兼ねた建物の名前として用いられており、砂防会館、九段会館などの例がある。